# Rein Welschen
Reinier Wilhelmus (Rein) Welschen (Breda, 29 augustus 1941 – aldaar, 17 september 2013) was een Nederlands politicus en bestuurder. Rein Welschen was bioloog van opleiding (Utrecht, 1965) en promoveerde in de geneeskunde (Rotterdam, 1972). Na een wetenschappelijke loopbaan van twaalf jaar was hij 26 jaar (van 1978 tot 2004) werkzaam in het openbaar bestuur, waarvan elf jaar (van 1992 tot 2003) als burgemeester van Eindhoven; hij was lid van de PvdA. Na zijn terugtreden werd Welschen benoemd tot ereburger zowel van de stad Eindhoven als van de provincie Noord-Brabant.
Eind 2005 werd bij de oud-burgemeester, toen 64 jaar, een hersentumor geconstateerd. Er volgde een langdurig ziekteproces, aan de gevolgen waarvan hij overleed op 17 september 2013. Al direct na zijn overlijden werden Welschens bestuurlijke verdiensten voor de heropbloei van de stad Eindhoven van vele kanten gereleveerd.

## Afkomst, opleiding, eerste werkkring
Reinier Wilhelmus Welschen was een telg uit een katholiek Rotterdams geslacht van kleinere ondernemers, waaruit onder meer voortkwamen Reinier Welschen (1877-1941), kerkelijk hoogleraar in de Thomistische wijsbegeerte aan de Gemeentelijke Universiteit te Amsterdam en bijzonder hoogleraar aan de Rijksuniversiteit Leiden, alsmede de Rotterdamse architect Frans Welschen (1884-1961), die naam maakte bij de totstandkoming van nieuwbouwwijken in vroeg-naoorlogse stadsuitbreidingen.
Rein Welschen doorliep het gymnasium aan het Onze Lieve Vrouwelyceum te Breda (1959), studeerde biologie aan de Universiteit Utrecht (1965) en promoveerde in de geneeskunde aan de Erasmus Universiteit Rotterdam (1972), waar hij in 1966 eerst wetenschappelijk medewerker en vervolgens hoofdmedewerker was geworden bij de medische faculteit, afdeling fysiologie en anatomie. Van 1964 tot 1974 was hij parttime tevens werkzaam in het hoger en middelbaar onderwijs in de vakken biologie, scheikunde, anatomie, embryologie en fysiologie.

## Bestuurlijke loopbaan
Welschen begon daarna een politieke en bestuurlijke loopbaan in zijn geboortestad Breda. Hij was van 1971 tot 1974 afdelingsvoorzitter en gewestbestuurder van de PvdA en van 1974-1978 gemeenteraadslid. In 1978 ruilde hij zijn wetenschappelijke betrekking en onderwijswerkzaamheden in voor het bestuurlijk ambt van wethouder. Hij werd belast met relatief zware taakportefeuilles, eerst (tot 1982) die van welzijn, van personeel en organisatie, alsmede bedrijven en daarna (van 1982 tot 1987) die van ruimtelijke ordening, verkeer, volkshuisvesting, stadsvernieuwing, grondbedrijf en openbare werken.
In 1987 werd Welschen gedeputeerde in Noord-Brabant met als portefeuille milieu, natuur en landschap, alsmede kwalitatief en kwantitatief waterbeheer. Ook hier toonde hij zich een zeer kundig en krachtig, maar tegelijk 'groene' bestuurder, met een opvallend vermogen om ook aanvankelijke tegenstanders te overtuigen van de noodzaak van een duurzamer agrarisch beleid, waarbij soms ingrijpende bestuurlijke maatregelen nodig waren. Als bestuurder en bioloog was Welschen met deze visie zijn tijd ruim drie decennia vooruit. 

### Burgemeester van Eindhoven
Rein Welschen was vanaf 1992 elf jaar burgemeester in Eindhoven. Hij was in die functie de opvolger van zijn partijgenoot Jos van Kemenade, die het burgemeestersambt toen vier jaar had vervuld. Welschen trad aan in een periode dat het economisch tij sterk tegenzat, met onder meer grote problemen bij Philips en het faillissement van autofabrikant DAF. Er vielen in deze jaren 36.000 ontslagen in Eindhoven. Welschen droeg krachtig bij aan het economisch herstel. Hij hield zich actief bezig met 'Operatie Centurion', de grootschalige bezuiniging en transitie van het Philips-concern. De Philips-directie verhuisde naar Amsterdam, maar in ruil daarvoor kreeg Eindhoven dankzij de bemoeienis van Welschen de High Tech Campus, een opvolger van het befaamde NatLab in Strijp. Deze Campus zou binnen enkele jaren op technisch terrein een wereldfaam gaan genieten.

Tijdens het burgemeesterschap van Welschen vond ook een calamiteit van geheel andere orde plaats, de Herculesramp. Deze voltrok zich op 15 juli 1996 op Vliegbasis Eindhoven. De ramp met de Belgische C-130 Hercules kostte 34 inzittenden het leven.
Halverwege jaren negentig nam Welschen samen met Henk de Wilt (TU/e) en Theo Hurks (Kamer van Koophandel) en 20 andere gemeenten in de regio Zuidoost-Brabant het initiatief voor een fonds voor economische structuurversterking - het Stimulusprogramma -, dat voorspoedig uitpakte. Deze samenwerking, bekend als de triple helix, legde de basis voor het succesvolle 'innovatie-ecosysteem' Brainport.
Welschen vervulde in deze periode tevens vele nevenfuncties en andere bestuurlijke taken, ook op landelijk niveau. Zo was hij van 1993-1995 lid van het landelijk bestuur van de PvdA en in 1994 voorzitter van de Commissie Modernisering Ouderenzorg (‘Commissie-Welschen’). Andere voorzitterschappen waren onder meer dat van de Interdepartementale Commissie Openbaar Bestuur [ICOB] (1992-2003), van de Interregio Brabant - Limburg - Belgisch Limburg (1997-2002), van het Platform Duurzame Ontwikkeling (1992-1997) en van de commissie Grote Steden Beleid [G21] (1994-2002).
In december 1998 was de mogelijkheid reëel dat Welschen burgemeester zou worden van Rotterdam. Een kleine meerderheid van de Rotterdamse gemeenteraad droeg hem voor als nieuwe burgemeester. De vertrouwenscommissie was echter ernstig verdeeld. De toenmalige Utrechtse VVD-burgemeester, Ivo Opstelten, stond tweede. De beslissing over de politieke kleur van de nieuwe Rotterdamse burgemeester moest in de regeringscoalitie genomen worden. Rotterdam was sinds 1952 een PvdA-bolwerk, maar de VVD claimde de stad, omdat de liberalen vonden dat ze in de grote steden ondervertegenwoordigd waren met burgemeestersposten. De beslissing van het kabinet viel vervolgens uit in het voordeel van Opstelten.
Welschen trad in augustus 2003 terug als eerste burger van Eindhoven, omdat hij zich niet kon verenigen met het herindelingsbeleid van Den Haag. Minister Johan Remkes had kort daarvoor laten weten dat de grootschalige herindelingsplannen rond Eindhoven geen doorgang zouden vinden, terwijl er wel herindeling plaatsvond bij de drie andere grote steden in Brabant (Tilburg, Breda en 's-Hertogenbosch). Diverse collega-burgemeesters spraken hun steun uit voor Welschens ongebruikelijke stap.

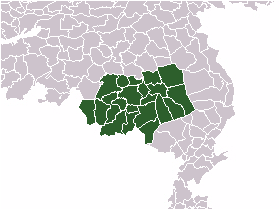
Metropoolregio Eindhoven

 Welschen was de promotor geweest van een groot Eindhoven, maar zijn streven werd door een veranderd regeringsbeleid doorkruist. In 2006 is voor deze bestuurlijke problematiek de vorm gekozen van een regionaal bestuursorgaan in het zuidoosten van Noord-Brabant, het Samenwerkingsverband Regio Eindhoven, afgekort SRE, waarmee deze regio rond Eindhoven en Helmond (zie kaart) als enige in Noord-Brabant de status van een plusregio kreeg. Dit samenwerkingsverband werd in 2015 opgevolgd door een meer flexibele netwerksamenwerking in de Metropoolregio Eindhoven, gericht op thema’s waarbij regionale samenwerking echt nodig is. Doel daarvan is met name deze zogeheten Brainport verder te ontwikkelen tot een economische wereldspeler.
Als burgemeester van Eindhoven werd Rein Welschen voor één periode opgevolgd door Alexander Sakkers (VVD) (2003-2007). Welschen fungeerde in 2004 nog als tijdelijk burgemeester in de nieuwe fusiegemeente Westland, waarin vijf gemeenten moesten worden samengesmeed tot een geheel van meer dan 100.000 inwoners. Hij werd hier opgevolgd door Sjaak van der Tak (CDA).
Kort na zijn afscheid als burgemeester van Eindhoven is er een scoutinggroep naar hem genoemd: Scouting Burgemeester Welschen - Meerhoven. Van deze Scoutinggroep is hij sinds de oprichting erelid geweest.
Wegens zijn grote verdiensten in vele facetten van het openbaar bestuur in Brabant ontving Welschen bij zijn afscheid in 2003 het ereburgerschap van de provincie. Hij bleef werkzaam in tal van nevenfuncties en voegde daar nog verschillende nieuwe aan toe.

## Vernoeming

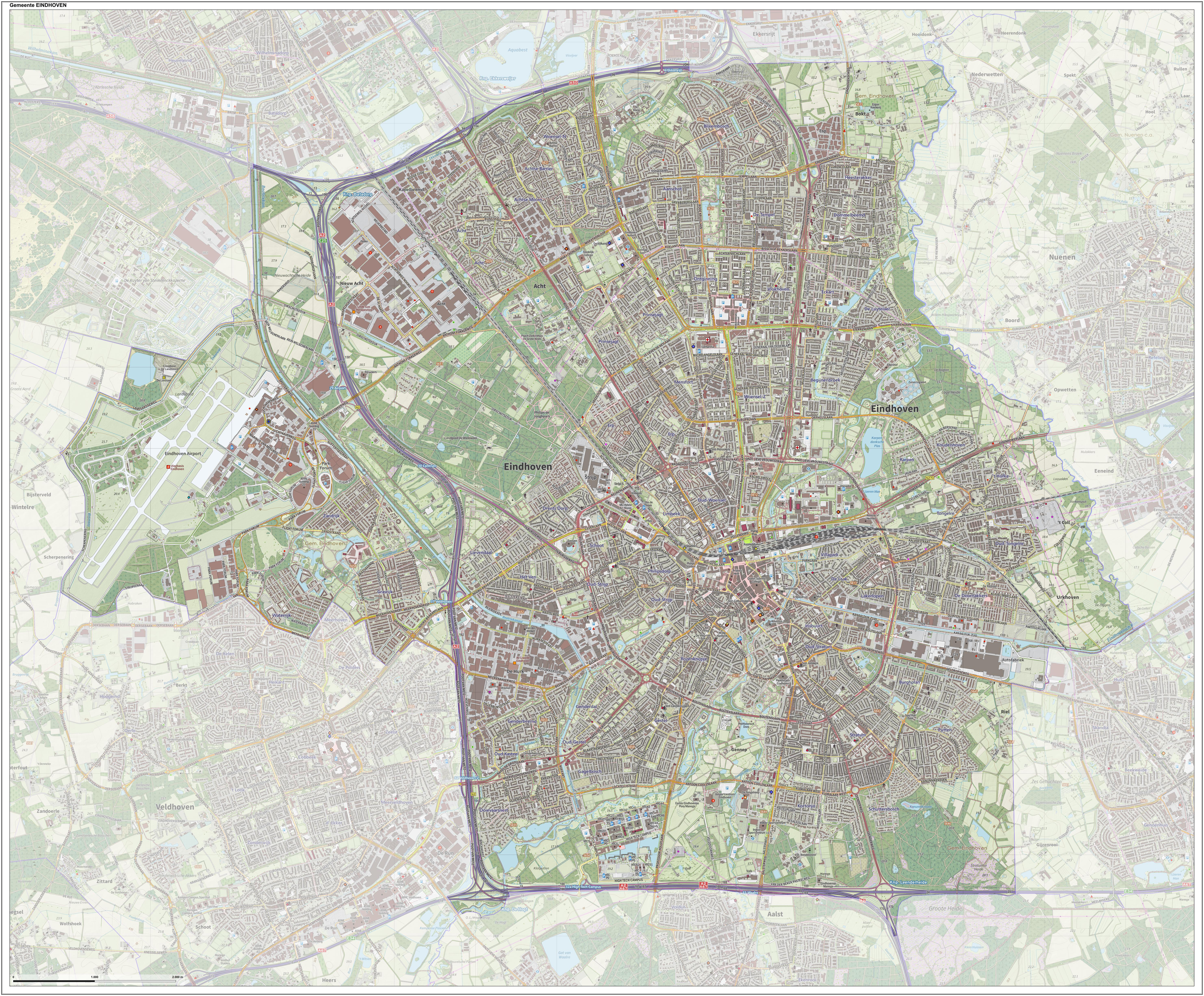
Topografische kaart van Eindhoven, met in het kwadrant linksboven, even ten noorden van Eindhoven Airport, de Rein Welschenlaan.

Op 10 maart 2017 werd bekendgemaakt dat er in Eindhoven een laan vernoemd ging worden naar oud-burgemeester Welschen. De toegangsweg tot de nieuwe Brainport Industries Campus (BIC) is vervolgens op 17 september 2018 - precies vijf jaar na zijn overlijden - officieel als Rein Welschenlaan geopend. Het tijdstip van de vernoeming, 3½ jaar na Welschens overlijden, is bijzonder. De regels schrijven voor dat iemand tien jaar overleden moet zijn voordat er een straat naar hem of haar vernoemd mag worden. Vanwege de grote betekenis van Welschen voor de stad Eindhoven maakt het college van B & W een uitzondering op die regels. De oud-burgemeester was in de jaren '90 de initiator van het latere - en nu zo succesvolle - Brainport, het samenwerkingsverband tussen de 21 gemeenten in Zuidoost-Brabant, het bedrijfsleven en het onderwijs.

## Rein Welschen Cyclus
Aan het begin van zijn politieke loopbaan was Rein Welschen in zijn geboorteplaats Breda vier jaar gemeenteraadslid en vervolgens negen jaar wethouder voor de PvdA. Vijf jaar na zijn overlijden, op 9 april 2919, werd in Breda door de plaatselijke afdeling van de PvdA  in samenwerking met de Jonge Socialisten Brabant, een periodieke debatreeks geïnitieerd, de Rein Welschen-cyclus. De cyclus is een 'platform voor inspirerende en maatschappelijke vraagstukken'. Op de eerste avondbijeenkomst stonden ‘Participatie, re-integratie en terugkeer in het arbeidsproces’ centraal. Historicus Peter van de Steenoven leidde de eerste editie in met een hommage aan de naamgever. Binnen dit kader organiseerde de Stichting Rein Welschen Cyclus op 2 maart 2024 de jongste editie met een debatavond te Breda over het thema ‘De prijs van de democratie’.